# Matthew Abood
Matthew „Matt“ Abood (* 28. Juni 1986 in Sydney) ist ein ehemaliger australischer Schwimmer. Er erhielt bei Olympischen Spielen eine Bronzemedaille. Bei Weltmeisterschaften erschwamm er einmal Gold, hinzu kamen eine Goldmedaille bei Commonwealth Games.

## Karriere
Der 1,97 Meter große Matthew Abood schwamm für das New South Wales Institute of Sport.
Er trat 2007 erstmals im Schwimm-Weltcup an. Bei den Weltmeisterschaften 2009 in Rom schied er über 50 Meter Freistil im Halbfinale und über 100 Meter Freistil im Vorlauf aus. Die australische 4-mal-100-Meter-Freistilstaffel mit Abood, Matt Targett, Andrew Lauterstein und Tommaso D’Orsogna wurde Achte. Im Dezember 2010 bei den Kurzbahnweltmeisterschaften in Dubai erreichte Abood den fünften Platz über 100 Meter Freistil. Ebenfalls Fünfte wurden die 4-mal-100-Meter-Freistilstaffel mit James Magnussen, Matthew Abood, Kyle Richardson und Tommaso D’Orsogna sowie die 4-mal-100-Meter-Lagenstaffel mit Benjamin Treffers, Brenton Rickard, Geoff Huegill und Matthew Abood. 2011 bei den Weltmeisterschaften in Shanghai schwamm die 4-mal-100-Meter-Freistilstaffel mit Eamon Sullivan, James Roberts, Matthew Abood und Kyle Richardson die fünftschnellste Vorlaufzeit. Im Finale waren James Magnussen, Matt Targett, Matthew Abood und Eamon Sullivan zweieinhalb Sekunden schneller als die Vorlaufstaffel und siegten mit 0,14 Sekunden Vorsprung vor den Franzosen. Alle sechs beteiligten Australier erhielten eine Goldmedaille. Über 50 Meter Freistil schied Abood im Halbfinale aus.
Nachdem sich Abood 2012 nicht für die australische Olympiamannschaft qualifizieren konnte, war er 2013 bei den Weltmeisterschaften in Barcelona wieder dabei und wurde Elfter im Halbfinale über 50 Meter Freistil. Im Juli 2014 fanden in Glasgow die Commonwealth Games 2014 statt. Die 4-mal-100-Meter-Freistilstaffel mit Tommaso D’Orsogna, Matthew Abood, James Magnussen und Cameron McEvoy gewann den Titel mit fast zwei Sekunden Vorsprung vor den Südafrikanern. Über 50 Meter Freistil triumphierte der Engländer Benjamin Proud vor McEvoy, Magnussen und Abood. Einen Monat nach den Commonwealth Games war Gold Coast Gastgeber der Pan Pacific Swimming Championships. In der 4-mal-100-Meter-Freistilstaffel siegten McEvoy, Abood, Magnussen und Tommaso D’Orsogna mit einer halben Sekunde Vorsprung vor der Staffel aus den Vereinigten Staaten. Über 50 Meter Freistil belegte Abood den sechsten Platz. Im November 2014 wurde Abood auf der 25-Mater-Bahn australischer Meister über 50 Meter Freistil. Einen Monat später trat Abood noch bei den Kurzbahnweltmeisterschaften in Doha an. Er wurde Fünfter mit der 4-mal-100-Meter-Freistilstaffel und schwamm im Vorlauf der Lagenstaffel, die im Endlauf den sechsten Platz belegte.
2015 bei den Weltmeisterschaften in Kasan schied Abood mit der 4-mal-100-Meter-FReistilstaffel im Vorlauf aus, über 50 Meter Freistil erreichte er das Halbfinale. Sein erster Wettbewerb bei den Olympischen Spielen in Rio de Janeiro war die 4-mal-100-Meter-Freistilstaffel. Im Vorlauf schwammen James Magnussen, Kyle Chalmers, James Roberts und Matthew Abood die drittschnellste Zeit. Im Finale siegte das Quartett aus den Vereinigten Staaten vor den Franzosen und der australischen Staffel mit Roberts, Chalmers, Magnussen und McEvoy. Über 50 Meter Freistil schied Abood als 34. der Vorläufe aus.